# Riumors
Riumors és un municipi de la comarca de l'Alt Empordà. El seu nom té relació amb la murtra i l'aigua plàcida, tal com Ultramort i Aiguamúrcia.
El terme s'estén per la plana de l'Empordà, entre els cursos dels rius Fluvià i Muga. Antigament hi havia estanys i aiguamolls que, entre els segles xvii i xix, van ser dessecats per guanyar terres de cultiu.
Al municipi destaca l'església de Sant Mamet, amb dades des de l'any 1019, que es va consagrar el 1150, per la qual cosa es creu que ja llavors hi va haver una reconstrucció. La gran inundació de l'any 1421 va arrasar el poble. Van reconstruir l'església el segle xv o xvi, aprofitant elements de l'anterior. El resultat és una església d'una sola nau, que més tard va tornar a ser reformada i fortificada.
En algunes cases i masies s'hi pot veure, a les façanes, plafons de ceràmica amb al·lusions als serveis que qui les habitaven tenien amb la casa Xammar, marquesos de Riumors, senyors del lloc juntament amb el monestir de Sant Pere de Rodes.

## Geografia
- Llista de topònims de Riumors (Orografia: muntanyes, serres, collades, indrets..; hidrografia: rius, fonts...; edificis: cases, masies, esglésies, etc).

## Demografia
| 1497 f | 1515 f | 1553 f | 1717 | 1787 | 1857 | 1877 | 1887 | 1900 | 1910 |
| ------ | ------ | ------ | ---- | ---- | ---- | ---- | ---- | ---- | ---- |
| 16     | -      | 15     | 52   | 121  | 361  | 383  | 373  | 370  | 318  |

| 1920 | 1930 | 1940 | 1950 | 1960 | 1970 | 1981 | 1990 | 1992 | 1994 |
| ---- | ---- | ---- | ---- | ---- | ---- | ---- | ---- | ---- | ---- |
| 398  | 381  | 369  | 344  | 297  | 260  | 214  | 202  | 201  | 201  |

| 1996 | 1998 | 2000 | 2002 | 2004 | 2006 | 2008 | 2010 | 2012 | 2014 |
| ---- | ---- | ---- | ---- | ---- | ---- | ---- | ---- | ---- | ---- |
| 198  | 191  | 192  | 178  | 163  | 172  | 216  | 224  | 252  | 244  |

| 2016 | 2018 | 2020 | 2022 | 2024 | 2026 | 2028 | 2030 | 2032 | 2034 |
| ---- | ---- | ---- | ---- | ---- | ---- | ---- | ---- | ---- | ---- |
| 255  | 263  | 246  | 244  | 262  | -    | -    | -    | -    | -    |